# Cumaná
Cumaná este capitala statului Sucre, un oraș din Venezuela, având o suprafață de 598 km², cu peste 480.000 locuitori, fondat în 1515.  